# جائزة اليابان الكبرى للدراجات النارية 2002
جائزة اليابان الكبرى للدراجات النارية 2002 هو سباق دراجات نارية أقيم بتاريخ 7 أبريل 2002. كان الجولة الأولى من أصل 16 في سباق الجائزة الكبرى للدراجات النارية موسم 2002. فاز الإيطالي فالنتينو روسي بفئة الموتو جي بي.

## وصلات خارجية
- الموقع الرسمي